# Laura Unuk
Laura Unuk (* 9. November 1999 in Ljubljana) ist eine slowenische Schachspielerin.
Vereinsschach spielt sie in Slowenien für den ŠK Komenda, in Kroatien für den ŠK Draga aus Rijeka, in Deutschland für die Schachabteilung von TuRa Harksheide, in Österreich für den SK Baden, mit dem sie 2020 und 2021 die österreichische Frauenbundesliga gewann, in der Türkei für die Mannschaft der Boğaziçi Üniversitesi aus Istanbul und in Polen für Wieża Pęgów.
Slowenische Juniorenmeisterschaften der weiblichen Jugend gewann sie 2009 (U10), 2011 (U12), 2012 (U20) und 2013 (U14). Im August 2013 gewann sie in Ljubljana die slowenische Einzelmeisterschaft der Frauen vor Ksenija Novak. Für ihren Gewinn der U16-Weltmeisterschaft der weiblichen Jugend 2014 in Durban erhielt sie den Titel Internationaler Meister der Frauen (WIM). Im September 2017 gewann Unuk in Montevideo die Jugendweltmeisterschaft in der Altersklasse U18 weiblich.
Bei der U16-Olympiade 2013 in Chongqing spielte sie am dritten Brett, 2014 in Győr am zweiten Brett. An der U18-Europameisterschaft der weiblichen Jugend nahm sie 2012, 2013, 2014 und 2015 teil. Slowenien gewann den Titel mit ihr 2014 in Iași, wobei sie eine individuelle Goldmedaille für ihr Ergebnis von 6 Punkten aus 7 Partien am ersten Brett erhielt.
Bei der Mannschaftseuropameisterschaft 2013 in Warschau spielte sie am vierten Brett der slowenischen Frauennationalmannschaft, zwei Jahre später in Reykjavík sowie 2017 in Limenas Chersonisou an deren Spitzenbrett. Bei der Schacholympiade 2014 in Tromsø hatte sie am vierten Brett der slowenischen Frauenauswahl mit 7,5 Punkten aus 10 Partien ein positives Ergebnis, beim Frauenwettbewerb der Schacholympiade 2016 in Baku erreichte sie am slowenischen Spitzenbrett 7 Punkte aus 10 Partien. Bei der Schacholympiade 2018 in Batumi trat Unuk erneut am ersten Brett der slowenischen Frauenauswahl an.
Seit März 2019 trägt Unuk den Titel einer Großmeisterin der Frauen (WGM), die erforderlichen Normen erhielt sie bei der Europameisterschaft der Frauen 2017 in Riga und 2018 in Vysoké Tatry (bei beiden mit Übererfüllung) sowie 2017 für ihren Gewinn der Jugendweltmeisterschaft U18 weiblich in Montevideo. Ihr WGM-Normen bei den Europameisterschaften 2017 und 2018 waren gleichzeitig Normen zum Erhalt des Titels Internationaler Meister (IM). Eine weitere IM-Norm erzielte sie bei einem Turnier in Triest im September 2020. Den IM-Titel erhielt sie 2021.
Unter dem Namen Checkitas betreibt sie gemeinsam mit Teja Vidic und Lara Janželj einen Twitch-Kanal.